# Eurytides agesilaus subsp. fortis
Eurytides agesilaus fortis es una mariposa de la familia Papilionidae. Algunos taxónomos lo consideran Protographium agesilaus fortis, subespecie de Protographium agesilaus.

## Descripción
Las alas anteriores son de color amarillo muy claro, tiene 5 bandas oscuras diagonales que parten del margen costal, tres de éstas cruzan la cédula discal; la primera cruza por la región postbasal hasta el margen anal; otra cruza la cédula discal por la región submedia hasta el margen anal; la tercera cruz por la cédula discal por la región media, y es más delgada que las otras anteriores. La cuarta no cruza la cédula discal, sólo cubre 2 terceras partes del ancho de la cédula, y es un poco más ancha que la tercera. La quinta no cruza la cédula discal, y se difumina desde las venas R4+R5 a M2. Toda la banda marginal es de color negro desde el tornus hasta el ápice. Del tornus parte otra franja negra submarginal que cruza diagonalmente hasta la región posdiscal. 
Las alas posteriores son del mismo color que las anteriores: amarillo muy claro; el margen interno es de color negro; una franja negra parte de la región postbasal y cruza paralelamente has la región discal y postdiscal, más ancha en esta región abarcando hasta la vena Cu2; a la altura de la región postdiscal entre la venas A2 y Cu2 tiene un spot o mancha roja casi redonda. Desde el margen costal tiene una franja negra que no atraviesa la cédula discal, o se difumina. En la región postdiscal entre las venas Cu2 y Cu1 tiene otra franja de color negro y en el centro de esta un spot o mancha de color rojo más pequeña. La banda submarginal es de color negro con seis lúnulas amarillo muy claro, más grande la que se encuentra entre la vena Cu1 y M3. 
El termen es de color amarillo muy claro. La vena Cu1 está desarrollada formando una “cola”. Es de color negro. Las alas anteriores en su lado ventral son del mismo color amarillo muy claro, con el mismo patrón de franjas. El color de las alas posteriores en su lado ventral es amarillo claro casi blanco; el patrón de franjas es parecido salvo en la que parte de la región postbasal, tiene una línea roja cerca de la vena Sc+R1 y segunda franja en la región media que es negra tiene una línea roja; los colores esta acentuados. El abdomen, tórax y cabeza son de color negro ventralmente; también en el abdomen y cabeza tiene una línea amarilla lateral a ambos lados. Ventralmente la cabeza y tórax son de color amarillo, el abdomen es de color negro con dos líneas amarillas longitudinalmente. La hembra como el macho tienen el mismo patrón de franjas, salvo la franja en la región media del ala posterior que tiene el macho en la hebra está casi ausente dorsalmente.

## Distribución
Se localiza desde el oeste de México, en los estados de Nayarit, Colima, Michoacán, Guerrero, Morelos y Oaxaca.

## Estado de conservación
No se encuentra bajo ninguna categoría de riesgo.